# Mały Ciemniak
Mały Ciemniak (niem. Untern Nebelberg, 578 m n.p.m.) –  wzniesienie w południowo-zachodniej Polsce, w Sudetach Zachodnich, w Górach Izerskich.
Góra na wschodnim krańcu Grzbietu Kamienickiego Gór Izerskich. Wyrasta z bocznego ramienia, które odchodzi ku południowemu wschodowi od Ciemniaka.
Zbudowana ze skał metamorficznych – gnejsów i granitognejsów, należących do bloku karkonosko-izerskiego, a ściślej jego północno-zachodniej części - metamorfiku izerskiego.
Na południowych zboczach rozciągają się zabudowania Górzyńca, a na wschodnich Pakoszowa.